# Länsstyrelsen i Gävleborgs län
Länsstyrelsen i Gävleborgs län är en statlig myndighet med säte i Gävle. 
Länsstyrelsen ansvarar för den statliga förvaltningen i länet, och har flera olika mål gällande regional utveckling. Länsstyrelsen i Gävleborgs län har cirka 220 anställda. Länsstyrelsens chef är landshövdingen, som utses av Sveriges regering.

## Bilder

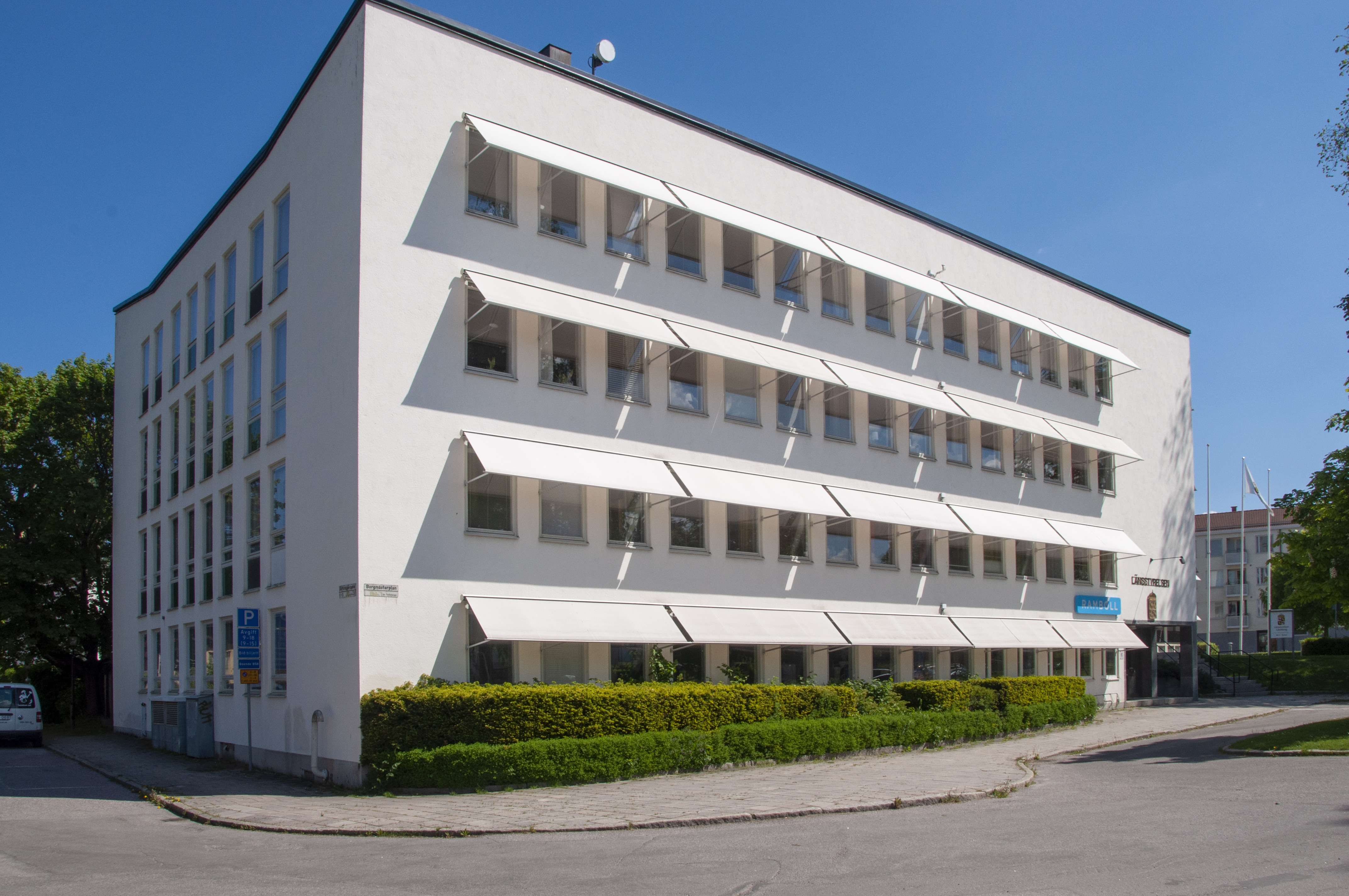
Länsstyrelsehuset i Gävle.